# ポンティーニア
ポンティーニア（伊: Pontinia）は、イタリア共和国ラツィオ州ラティーナ県にある、人口約15,000人の基礎自治体（コムーネ）。

## 地理

### 位置・広がり

#### 隣接コムーネ
隣接するコムーネは以下の通り。
- ラティーナ
- プリヴェルノ
- サバウディア
- セッツェ
- ソンニーノ
- テッラチーナ

### 気候分類・地震分類
ポンティーニアにおけるイタリアの気候分類 (it) および度日は、zona C, 1165 GGである。
また、イタリアの地震リスク階級 (it) では、zona 3B (sismicità bassa) に分類される。

## 行政

### 分離集落
ポンティーニアには、以下の分離集落（フラツィオーネ）がある。
- Borgo Pasubio, Campoioso, Cotarda, Mazzocchio, Mesa, Quartaccio

## 姉妹都市
- ウテナ、リトアニア
- ヴィットーリア、イタリア
- ゴーロ、イタリア